# Canon EOS R
La Canon EOS R es una cámara sin espejo de objetivos intercambiables con 30.1 megapixel lanzado por Canon en octubre de 2018.

## Objetivos
La Canon EOS R utiliza la montura Canon RF. Los objetivos siguientes estuvieron disponibles en la fecha de lanzamiento:
- Canon RF 35 mm F1.8 Macro IS STM
- Canon RF 50 mm F1.2L USM
- Canon RF 24–105 mm F4L IS USM
- Canon RF 28–70 mm F2L USM

También es posible el uso de objetivos anteriores EF y EF-S a través de uno de los tres adaptadores EF-EOS R.

## Galería

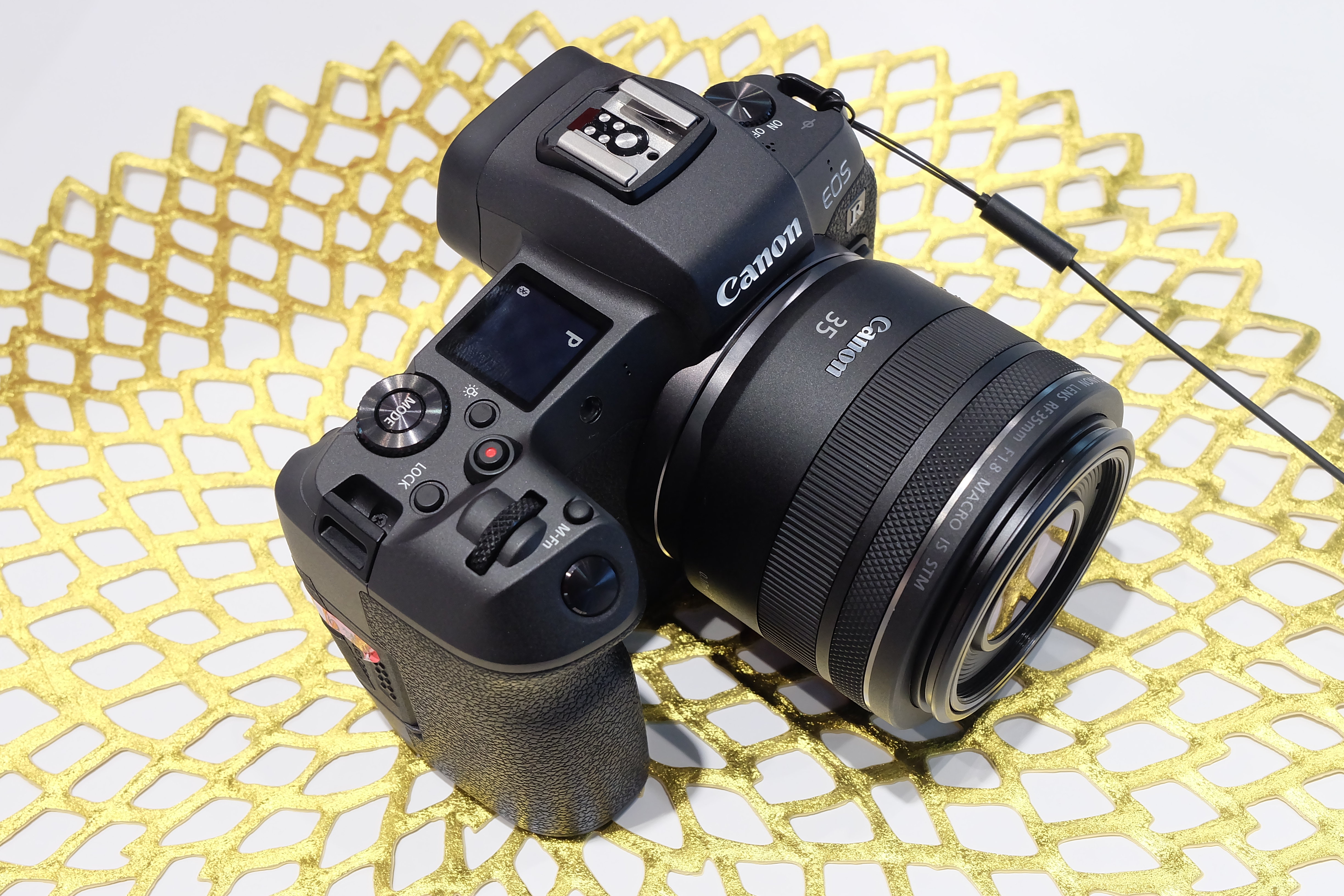
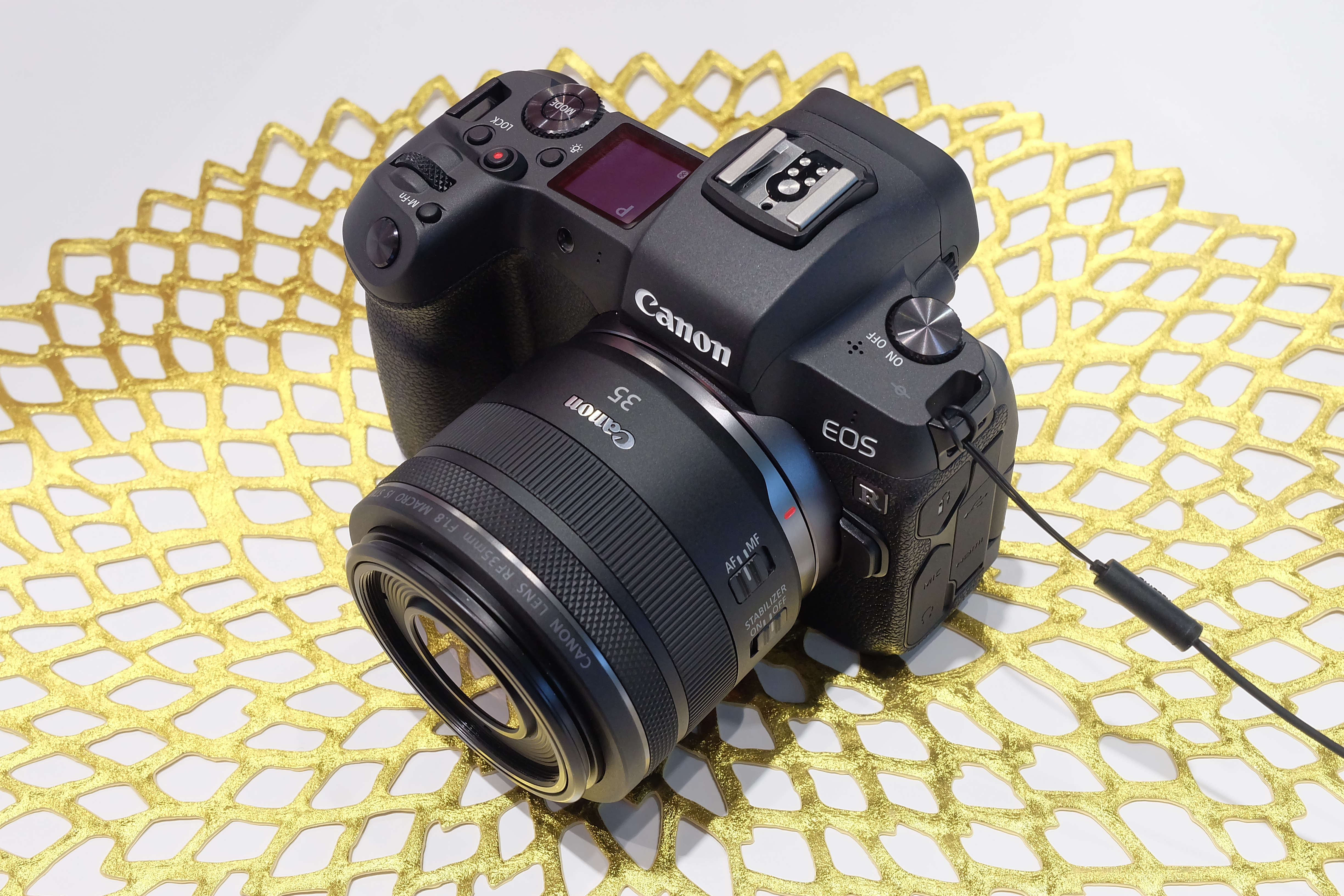
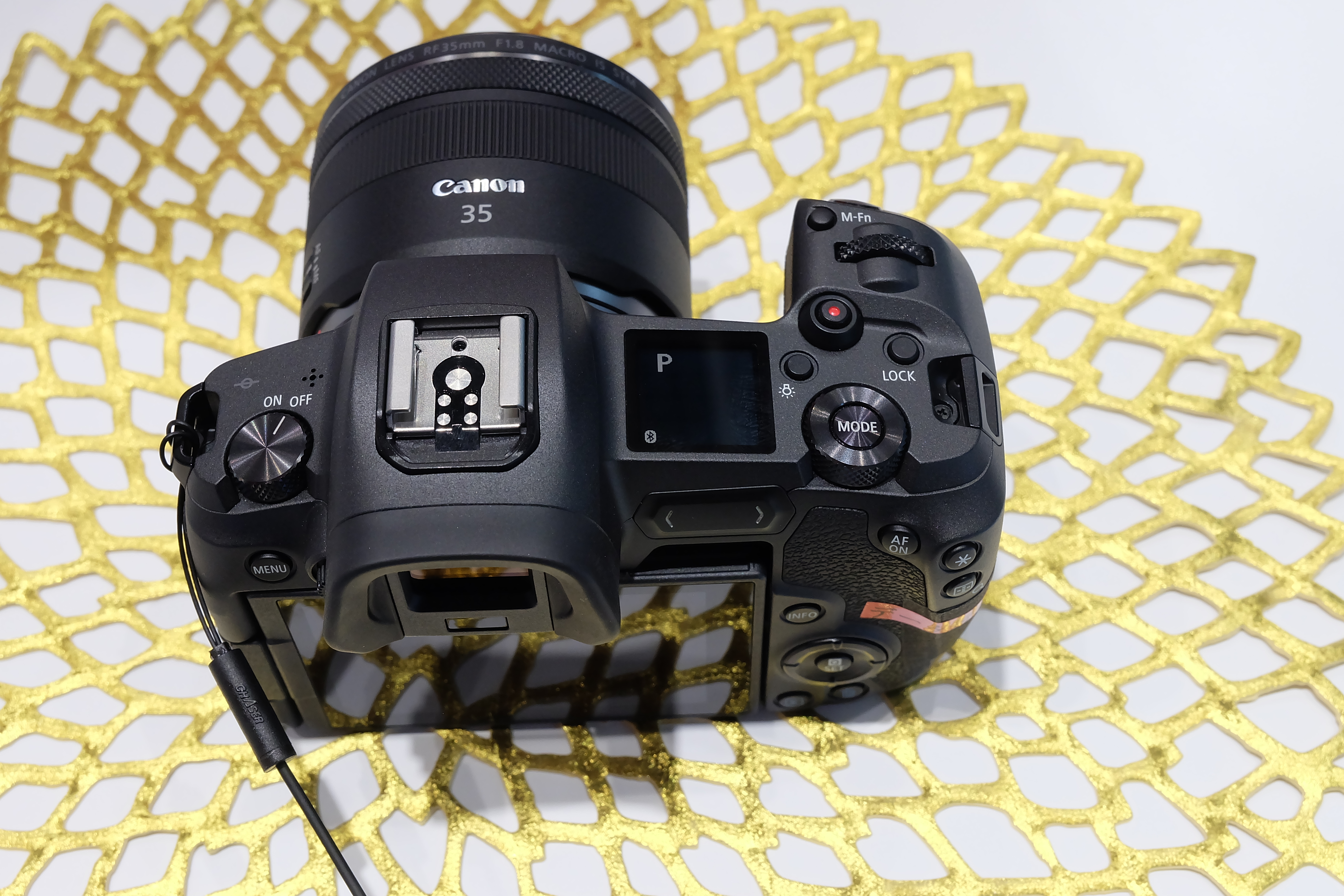
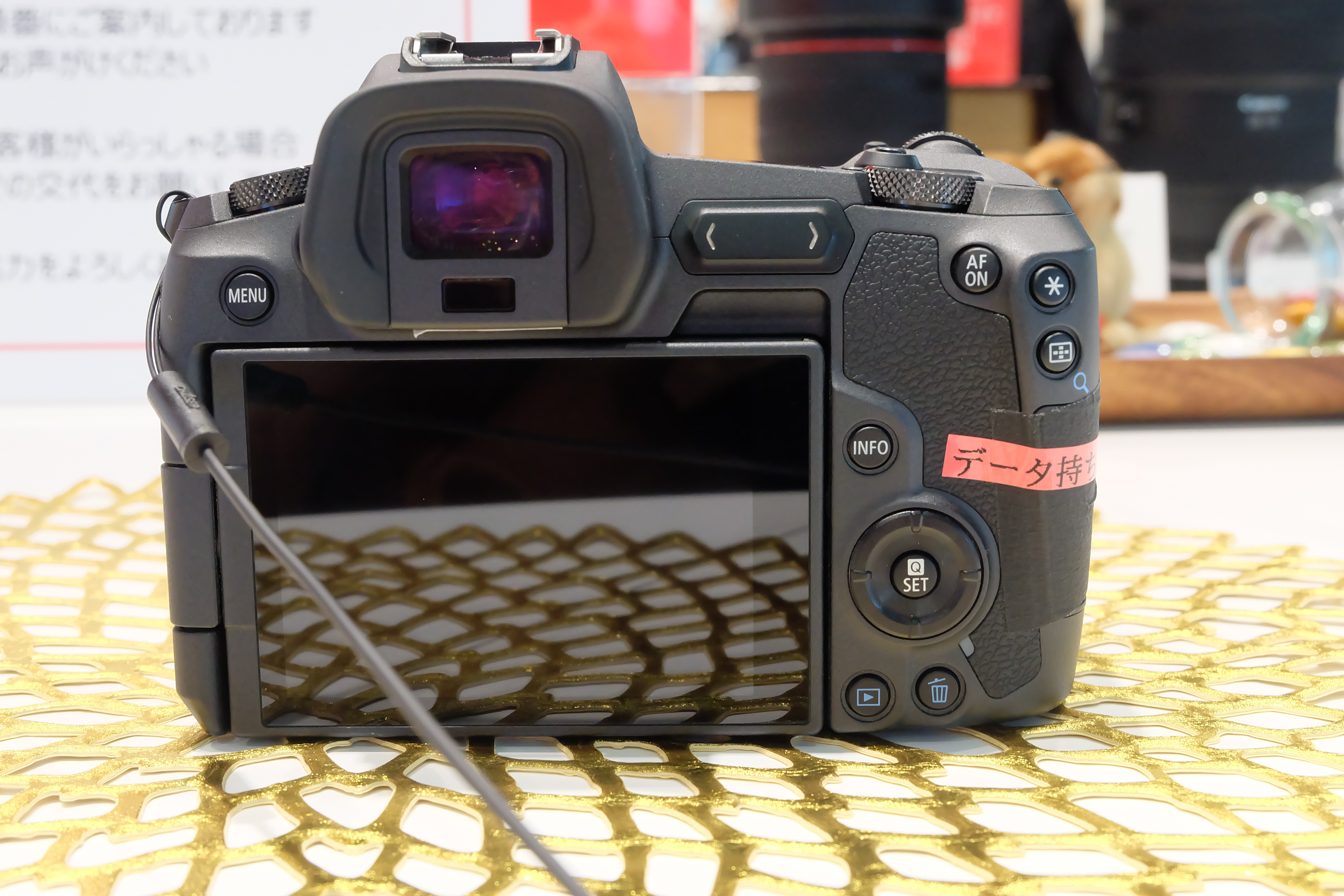
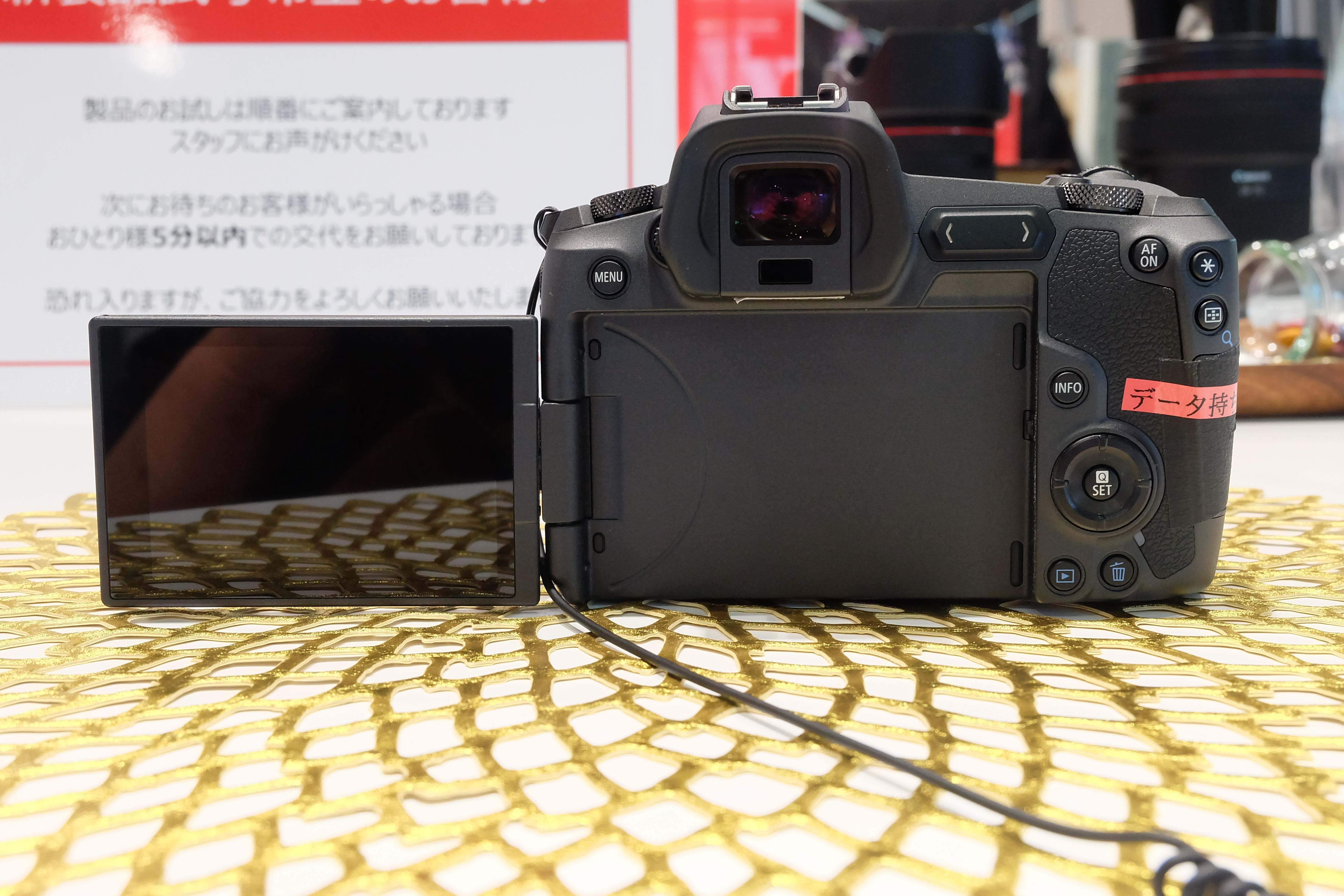
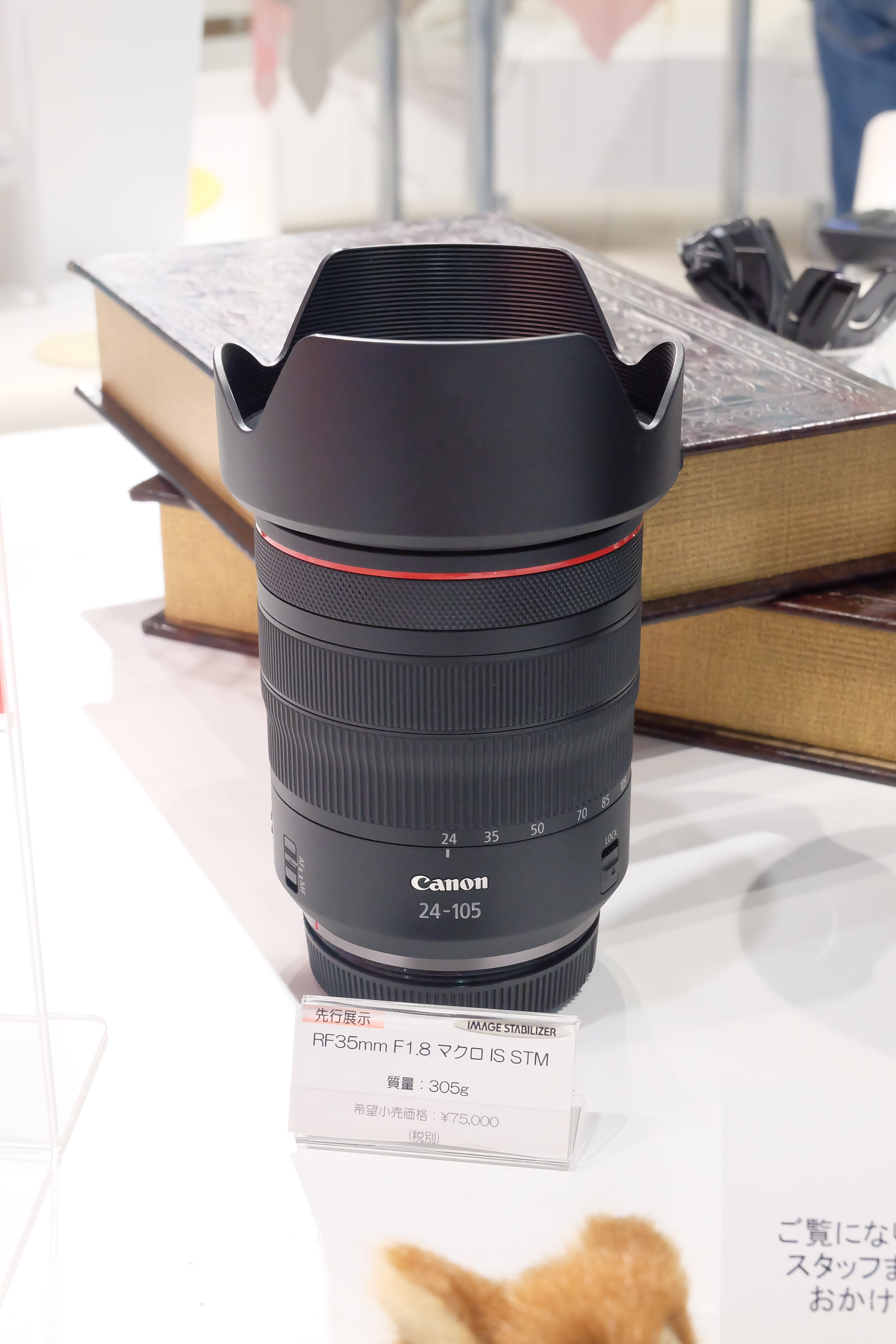
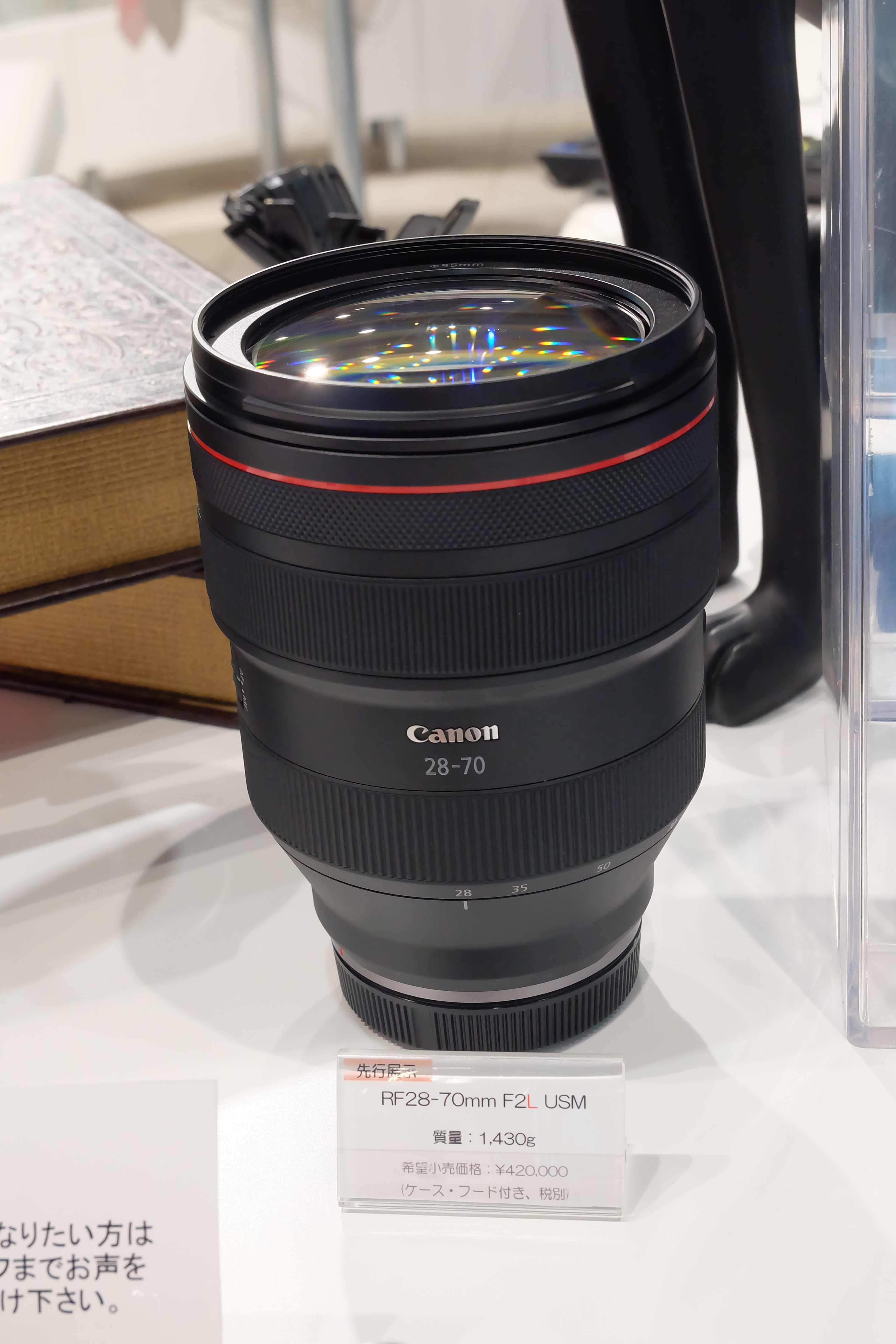